# Schloss Hohenburg (Lenggries)

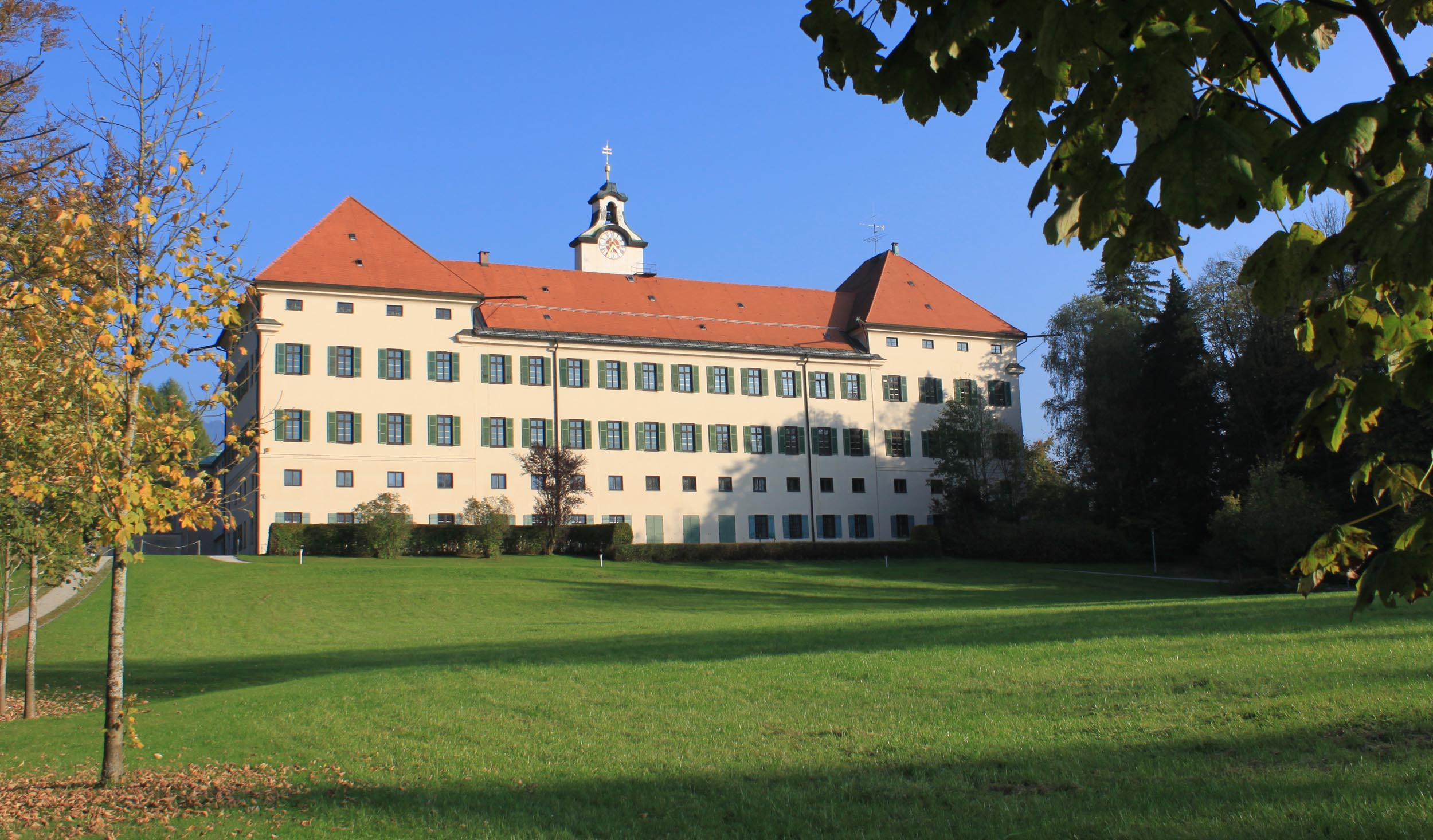
Schloss Hohenburg

Schloss Hohenburg liegt im Gemeindeteil Hohenburg der Gemeinde Lenggries im Isarwinkel. Ursprünglich im Besitz der adeligen bayerischen Familie Hörwarth, war das Schloss in der Folge unter anderem für längere Zeit ständige Sommerresidenz des regierenden Großherzogs von Luxemburg. Die Anlage ist unter der Aktennummer D-1-73-135-79 als denkmalgeschütztes Baudenkmal von Hohenburg verzeichnet. Ebenso wird sie als Bodendenkmal unter der Aktennummer D-1-8335-0016 im Bayernatlas als „untertägige frühneuzeitliche Befunde im Bereich von Schloss Hohenburg mit abgegangenen Wirtschaftsbauten und zugehöriger Gartenanlage“ geführt.

## Vorgeschichte
Bereits seit um 1100 gab es bei Lenggries die Hohenburg, von wo jahrhundertelang die Geschicke des Isarwinkels geleitet wurden. Der ursprüngliche Holzbau wurde wohl bereits ab dem 12. Jahrhundert durch einen Steinbau ersetzt. Seit 1566 war diese Burg im Besitz der Augsburger Patrizierfamilie Hörwarth. Im Nachgang der Sendlinger Mordweihnacht wurde eine Einheit von höchstens zehn kaiserlichen Husaren unter einem Leutnant einquartiert. Sie waren es wohl, die am 21. Juli 1707 die Burg in Brand setzten und für ihre Zerstörung die Verantwortung trugen. Der in München residierende Hofmarksherr Ferdinand Joseph Hörwarth von Hohenburg entschied binnen Kurzem, die Burg nicht wiederaufzubauen, sondern ein neues Schloss zu erbauen, das nach Prüfung mehrerer Standortvarianten auf dem unterhalb der Burg gelegenen Hofacker errichtet wurde (mehr zur Burg im Hauptartikel Burgruine Hohenburg (Lenggries)).

## Baugeschichte
Der Bau des Schlosses wurde am 12. Mai 1712 mit der Grundsteinlegung begonnen und um 1719 beendet. Dabei wurde das alte, 1701 von Michael Wening dargestellte Burgschloss als Steinbruch verwendet. Gestalterisch ist der Bau dem Frühbarock zuzurechnen. Der prächtige Schlossgarten nach Versailler Muster wurde von Matthias Diesel angelegt, der ihn auch in einem Stich darstellte. Da von einem französischen Garten keine Spuren mehr vorhanden sind, wurde dieser Stich und der abgebildete Garten in Zweifel gezogen. Tatsächlich zeigt aber auch die Uraufnahme Anfang des 19. Jahrhunderts einen französischen Garten. Auf der Votivtafel zum Einfall der Tiroler während der Napoleonischen Kriege ist der Schlossgarten als eingefriedeter englischer Rasen abgebildet.

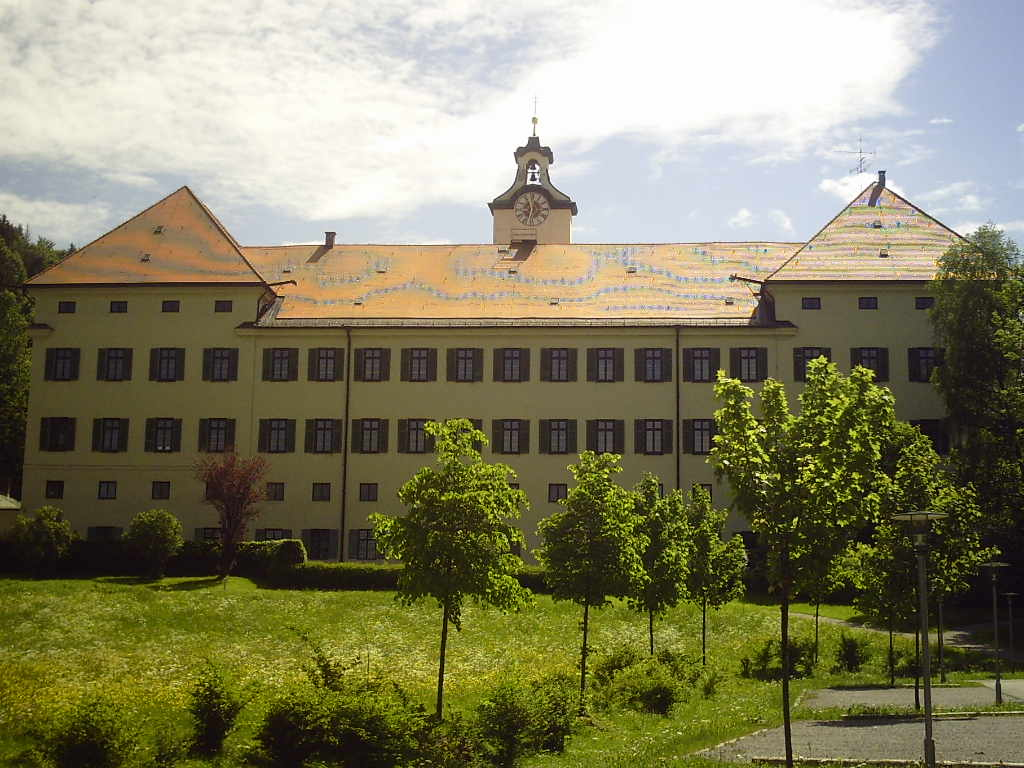
Westseite des Schlosses

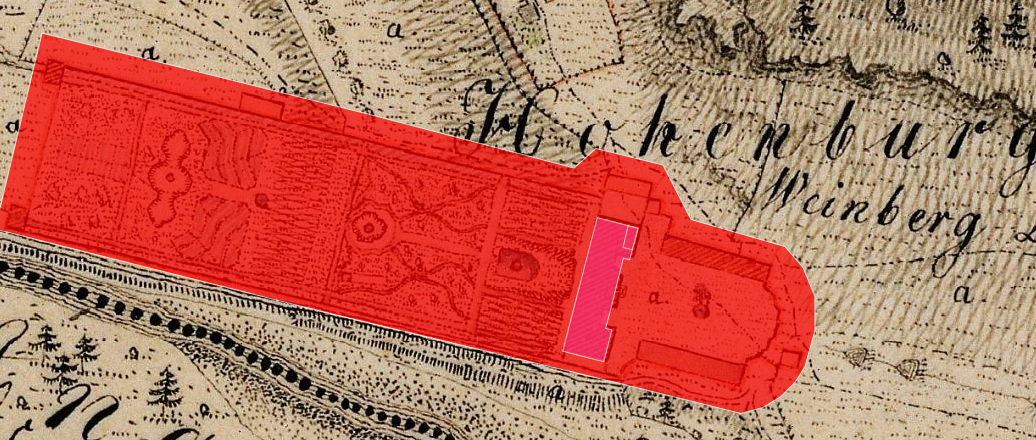
Lageplan von Schloss Hohenburg (Lenggries) auf dem Urkataster von Bayern

Seit 1953 wird das Schloss Hohenburg schulisch genutzt. Ursprünglich richteten die Ursulinen von Landshut eine Haushaltsschule mit Internat ein, aus der sich die bis heute bestehende Erzbischöfliche St.-Ursula-Realschule entwickelte. 1958 kam das Erzbischöfliche St.-Ursula-Gymnasium hinzu. Träger dieser Schulen ist heute die Erzdiözese München-Freising.
Der eigentliche Wohnbau, ein langgestreckter Bau mit Walmdächern, umfasst drei Geschosse mit einem Mezzanin im Mittelabschnitt. Die Eckrisalite sind wegen eines weiteren Halbgeschosses etwas höher. Über dem hofseitigen Risalit mit dem Treppenhaus sitzt ein kräftiger, gemauerter Dachreiter mit Glockenstuhl. Das Treppenhaus ist eines der wenigen Bauteile, die noch auf die Bauzeit zurückgehen.
Das Schloss besitzt neben dem großen Hauptbau zwei freistehende Flügel, die frühestens seit 1953 an den Hauptbau angebunden sind. Einst sollen es drei Flügel gewesen sein, die nach Osten hin einen geschlossenen Hof bildeten. Der Südflügel wurde ab 1818 als Brauerei und Bräustüberl genutzt. Nach der Übernahme des Schlosses durch die Ursulinen 1953 wurde die Brauerei zur Schulkirche St. Ursula umgenutzt. Seit dem Abzug der Ursulinen im Jahr 2003 befinden sich dort Schulräume.
Ein Marstall, der den Nordflügel grundrißgleich parallel erweiterte, kam spätestens im 19. Jahrhundert hinzu. Dort sind heute die Schulmensa, Garagen und Unterrichtsräume. Im Nordflügel befand sich seit Bestehen der Schulen eine Turnhalle. In den 2000er Jahren wurde eine abgelegenen Turnhalle gebaut; die bisherige dient seither als Aula.
Als sehenswert gelten die kleine Schlosskapelle am Nordende des Haupthauses, der ehemalige Jagdsaal und die opulenten Treppenhäuser. In mehreren Räumen des Schlosses, das seit 1953 als Schule genutzt wird, finden sich noch Fresken und Gemälde. An den Regenrinnen befinden sich einige zu Drachenköpfen ausgebildeten Wasserspeier.

## Besitzgeschichte
Im Jahr 1800 erlosch das Geschlecht der bayerischen Hörwarth im Mannesstamm, woraufhin ein langjähriger Erbstreit zwischen Friederike Gräfin von Zech aus der Steinacher Linie und Gräfin Rambaldi aus der Hohenburger Linie die wirtschaftliche Basis der Liegenschaft angriff. Der Schulden wegen musste 1801 der Bauhof versteigert und ein Teil der Hohenburger Einrichtungen, etwa das Benefiziatenhaus und die Taverne (Gasthof Altwirt in Lenggries) verkauft werden. Schloss Hohenburg wurde schließlich am 7. April 1807 Friederike von Zech, geb. Hörwarth, zugeschlagen. Sie wurde am 17. Juli 1809 von den Tirolern, die sich Eintritt verschafften, beraubt. Anwesend war bereits ihr zukünftiger Schwiegersohn, der Mautrechnungskommissar Max Kramer, der mit seiner Frau Josepha 1817 den Besitz überschrieben bekam. Damit Kramer die Gerichtsbarkeit in der Hofmark ausüben konnte, wurde er vom Landesherrn geadelt. Aufgrund der wirtschaftlichen Schieflage der Liegenschaft, die immer noch das Verwaltungszentrum einer Hofmark war, wurde Hohenburg die Errichtung einer Brauerei genehmigt. Der am 13. Dezember 1820 mit 40 Jahren früh verstorbene Hofmarksherr Maximilian von Kramer ist der letzte, der noch in der Hörwarthschen Familiengruft in der Pfarrkirche St. Jakob in Lenggries beigesetzt wurde. Die Witwe konnte mit ihren vier noch unmündigen Kindern und im ständigen Ringen mit dem langjährigen Verwalter Schmid, der 1823 wegen Veruntreuung inhaftiert wurde, das überschuldete Gut letztlich nicht halten und musste 1833 verkaufen. Im Abschiedsjahr fädelte Josepha von Kramer noch die Rückübereignung einer Schwarzen Madonna an die Schlosskapelle ein, die im Zuge der Säkularisation an die Kapelle St. Anna in Lenggries-Fleck übereignet worden war, um sie wenigstens in der Pfarrei zu halten.
Ein im Februar 1835 erstelltes Kataster der Patrimonialgerichte des Isarkreises führt Hohenburg als Patrimonialgericht II. Classe. Als Gutsherr wurde Joseph Max Graf von Taufkirchen-Hohenburg angeführt, kgl. bayerischer Kämmerer und Oberstleutnant a la suite (abkommandiert). Über Graf von Taufkirchen wurde spekuliert, er habe tausende Gulden in Renovierungen gesteckt, andererseits aber auch Wertsachen entzogen. Die kurze Inhaberschaft von nur drei Jahren nährt die Mutmaßung, dass er ein Projektentwickler – ein Spekulant – war, der ein unter Not verkauftes Anwesen mit öffentlich-rechtlichem Charakter billigst erworben, aufgehübscht und teuer wieder weiterverkauft hat.
In Fürst Karl Emich zu Leiningen (* 1804; † 1856) erwarb ein Liebhaber das Schloss mit Hofmark, der es seinem Stand gemäß – seine kleine Halbschwester war ab 1837 Königin von England – herrichten ließ. Seine Mutter Victoire von Sachsen-Coburg-Saalfeld war in zweiter Ehe, nach dem Tod seines Vaters Emich Carl Fürst zu Leiningen im Jahr 1814, mit Eduard August, Herzog von Kent und Strathearn verheiratet, deren einziges Kind die spätere Königin Victoria war. Karl Emich zu Leiningen ließ das Schloss außen leicht verändern und mehrere Zimmer und Säle neu ausstatten. Er war zudem begeisterter Jäger und baute sich hier ein umfangreiches Jagdrevier auf. Fast zeitgleich ließ er im Odenwald das neugotische Schloss Waldleiningen erbauen. Er war der letzte Hofmarksherr; der Aufhebung seines Standes als Hofmarksherr infolge der Gesetze vom 4. Juni 1848 konnte er nicht zustimmen. Am 4. Mai 1849 verfasste er in Hinterriß seinen Abschied an seine Lenggrieser Untertanen: „Ich habe durch das Gesetz aufgehört, der Gutsherr der Einwohner meiner ehemaligen Hofmark Hohenburg zu sein und aus diesem Grunde auch keinen Anstand genommen, das mir zurückgebliebene Grundbesitztum nebst Brauerei und Schloß zu veräußern.“ Dennoch zog es Fürst von Leiningen wieder nach Lenggries zurück; hier starb er am 13. November 1856.

Gemälde des Schlosses von Franz Sauer (1880)

Ähnlich wie bei der Episode mit Graf von Taufkirchen trat nun Graf Max Arco Zinneberg (* 13. Dezember 1811) als Käufer auf den Plan, wie jener auch er ein kgl. bayerischer Kämmerer und Major à la suite. Arco erwarb Hohenburg im April 1849 und verkaufte es bereits am 1. Januar 1851 weiter an den Bruder seiner Schwägerin: Marquis Fabio de Pallavicini, ehemaliger sardischer Gesandter am bayerischen Hof. An ihn hatte Arco Zinneberg 1850 auch schon das elterliche Anwesen Schloss Zinneberg verkauft. Pallavicini verpachtete die Schlossökonomie und suchte nach wenigen Jahren bereits nach einem Käufer.
1857 erwarb Freiherr Carl von Eichthal das inzwischen arg heruntergekommene Schloss Hohenburg für 32.000 Gulden. Sein Vater Simon Aron Freiherr von Eichthal (vormals Seligmann) finanzierte unter anderem die Kunstkäufe des Kronprinzen Ludwig und vermittelte bayerische Staatsanleihen an Griechenland. Er war 1834 einer der Gründer der Bayerischen Hypotheken- und Wechselbank und Mitbegründer zahlreicher Eisenbahn-AGs im Königreich Bayern, außerdem Inhaber von Bergwerkskonzessionen in Penzberg. Der ebenfalls geadelte Sohn Carl kaufte das säkularisierte Kloster St. Blasien im Schwarzwald und betrieb dort eine Munitionsfabrik und eine Baumwollspinnerei. Die Familie galt damals als die begütertste Familie im Großherzogtum Baden. Er gehörte von 1868 bis 1871 dem Zollparlament an, dem durch Abgeordnete aus den süddeutschen Mitgliedsstaaten des Deutschen Zollvereins ergänzten Reichstag des Norddeutschen Bundes, dem die Gesetzgebung über Zölle, Verbrauchersteuern und Handelsverträge oblag.
Im Jahr 1863 kaufte der Hohenburger Gutsherr Eichthal das Leimermüller-Anwesen, die Säge und mehrere gemeindliche Grundstücke am Fleck (heute Ortsteil). Dort ließ er eine moderne Sägefabrik mit gusseisernen Schneidgängen errichten, in dem täglich rund 100 Schnittbäume verarbeitet worden sein sollen. Das zum Betrieb erforderliche Wasser wurde über einen Senkbaum an der Isar und einen Kanal herbeigeschafft. Dieses Sägewerk war damals in ganz Bayern einzigartig. Unter den Einheimischen, insbesondere jenen, die mit Holzarbeit ihren Lohn verdienten, fanden die Aktivitäten Eichthals wenig Anklang. Ihm widmeten sie am 27. Oktober 1867 ihr überhaupt erst zweites Haberfeldtreiben in Lenggries – das wegen verschärfter Verfolgung dann auch das letzte blieb. In der Folge dieser Auseinandersetzungen entschied Eichthal, fortzuziehen und Hohenburg zu verkaufen.
Das Schloss mit den umfangreichen Jagdgründen wurde 1870 von Herzog Adolph von Nassau-Weilburg erworben, der sein Herzogtum Nassau nach der Niederlage im Preußisch-Österreichischen Krieg 1866 an Preußen hatte abtreten müssen und seither von Verwandten zu Verwandten reiste. Nach dem am 26. Februar 1870 unterschriebenen Kaufvertrag kehrte wieder hochherrschaftliches Leben auf Hohenburg ein. Die Nassauer gestalteten das Schloss um. Die Herzogin Adelheid Marie, eine leidenschaftliche Malerin, zog als Mäzenin und Unterstützerin verschiedene Maler nach Hohenburg, wo diese sich mit nichtsignierten Wandgemälden verewigten. Da das Herzogspaar leidenschaftlich der Jagd zugetan war, sind es vor allem Jagdszenen und -motive, die heute noch im Jagdsaal und einigen Klassenzimmern vorzufinden sind.
Eine prächtige Episode aus dieser Epoche Hohenburgs, nämlich die Heirat der Tochter des Herzogspaares, Prinzessin Hilda, mit dem späteren Großherzog Friedrich II. von Baden im Jahr 1885, schilderte die Freifrau von Stackelberg in ihrem 1886 in Heidelberg herausgegebenen Büchlein Hohenburg im Isartal.

Da mit dem Tod des Königs Wilhelm III. der Niederlande, der in Personalunion auch die Regierung des Großherzogtums Luxemburg ausübte, die Personalunion aufgrund des salischen Gesetzes endete, trat Herzog Adolf, der den König wegen dessen Erkrankung schon seit April 1885 vertreten hatte, am 23. November 1890 die Nachfolge in Luxemburg an. Am 9. Dezember 1890 leistete er seinen Eid als Großherzog von Luxemburg ab. Hohenburg war fortan ständige Sommerresidenz eines regierenden Fürsten. In den Viererzügen, in denen die fürstliche Familie durch Lenggries und das Isartal zu kutschieren pflegte, wurden nur allerbeste Pferde geduldet. Der Großherzog selbst fuhr mit vier Rappen, die Großherzogin mit vier Füchsen. Das dritte Gespann bestand aus vier Apfelschimmeln, wie sie die Spanische Hofreitschule an der Wiener Hofburg vorführte. 

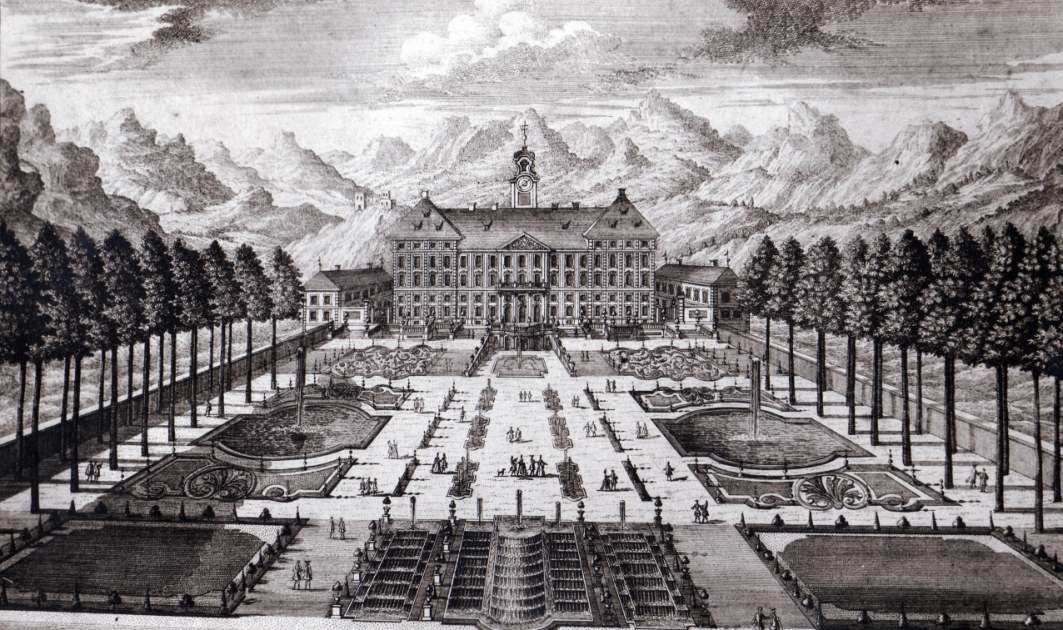
Kupferstich von Matthias Diesel (um 1720), links im Hintergrund die Ruine der alten Hohenburg.

Der noch als Erbprinz von Nassau 1852 auf Schloss Biebrich bei Wiesbaden geborene Sohn Wilhelm wurde bereits 1902 als Erbgroßherzog von Luxemburg mit der Ausübung der Amtsgeschäfte beauftragt und nach dem Tod seines Vaters 1905 der fünfte Großherzog von Luxemburg. Er erkrankte schwer und zog sich immer mehr auf Schloss Hohenburg zurück. Da das Paar ausschließlich Töchter bekommen hatte, sorgte Wilhelm dafür, dass in Luxemburg die weibliche Thronfolge eingeführt wurde. So wurde 1908 zunächst seine katholische Ehefrau Maria Anna zur Regentin bestimmt, nach Wilhelm IV. Tod am 25. Februar 1912 folgte die älteste Tochter Marie-Adelheid von Nassau-Weilburg (* 15. Juni 1894). Die vier Monate bis zur Volljährigkeit übernahm die Witwe Wilhelms IV. die Regentschaft, bevor sie sich auf Hohenburg zurückzog.
In seinem Testament vom 15. Januar 1908 hatte Wilhelm IV. ausdrücklich Schloss Hohenburg zum Witwensitz seiner Gattin Maria Anna von Portugal bestimmt. Sie lebte dort bis zum Ausbruch des Zweiten Weltkrieges. Am 24. September 1939 verließ sie Schloss Hohenburg für immer und emigrierte mit einem großen Teil der großherzoglichen Familie in die USA. In einer New Yorker Klinik verstarb sie am 31. Juli 1942 im Alter von 81 Jahren an den Folgen einer Operation. Nach dem Ende des Zweiten Weltkrieges gab General George S. Patton das Eigentum an das Großherzogtum Luxemburg bzw. an die Großherzogin Charlotte, Schwester der früh verstorbenen Marie Adelheid, zurück.
Im Jahr 1953 erwarb der Fürther Unternehmer Max Grundig den gesamten Besitz Hohenburg und übergab am 3. Oktober 1953 das Schloss an die Schwestern des Ursulinenklosters St. Josef in Landshut. Der Konvent eröffnete hier eine reine Mädchenmittel- und Haushaltungsschule und ein Internat. 1990 übernahm das Erzbistum München und Freising die St. Ursula-Schulen. 2003 kehrten die Hohenburger Schwestern nach Landshut zurück. Heute befinden sich im Schloss die Erzbischöflichen St.-Ursula-Schulen Schloss Hohenburg mit Realschule und Gymnasium. Eine 2007 eingerichtete Fachoberschule (Sozialer Zweig) wurde 2011 geschlossen.

## Abbildungen

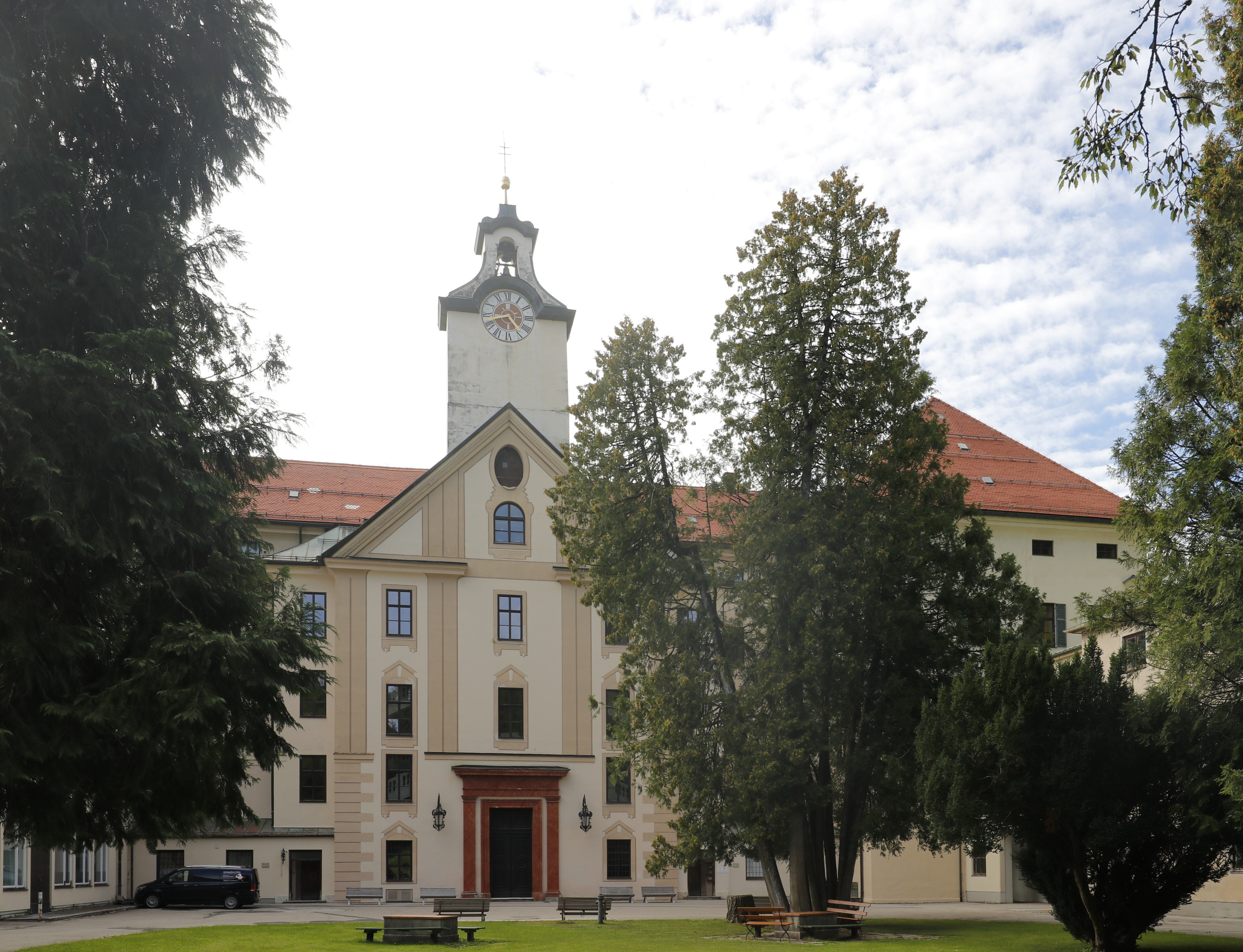
Schloss Hohenburg, Ostfassade mit Uhrturm
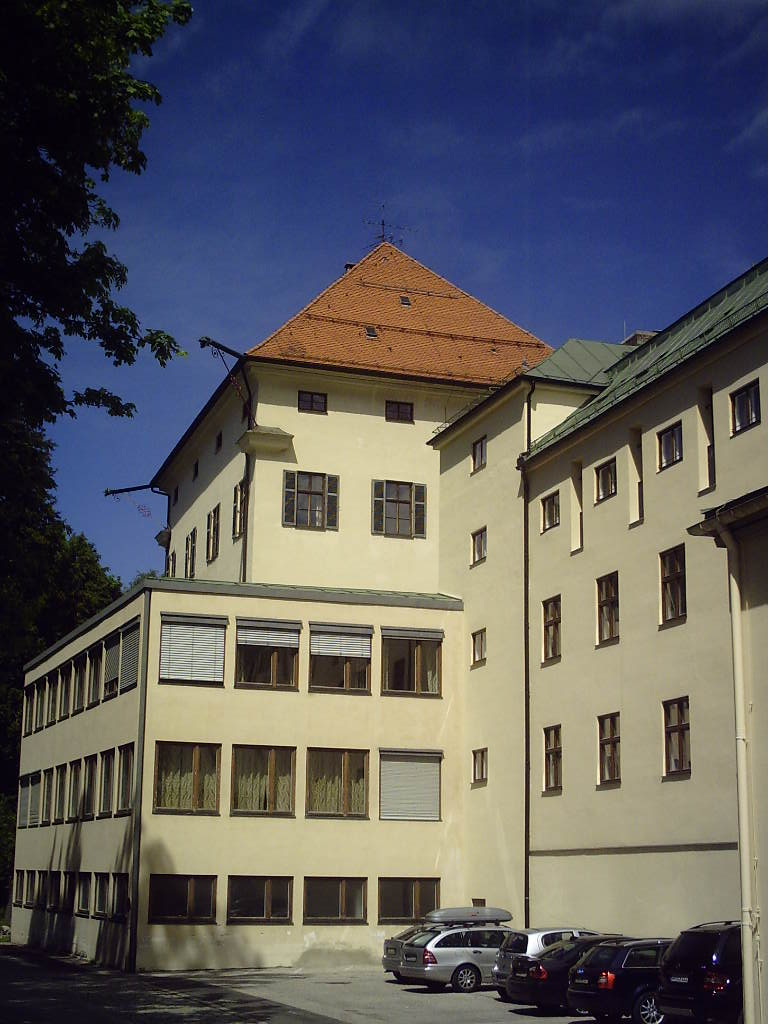
Südseite (mit Klassenzimmern)
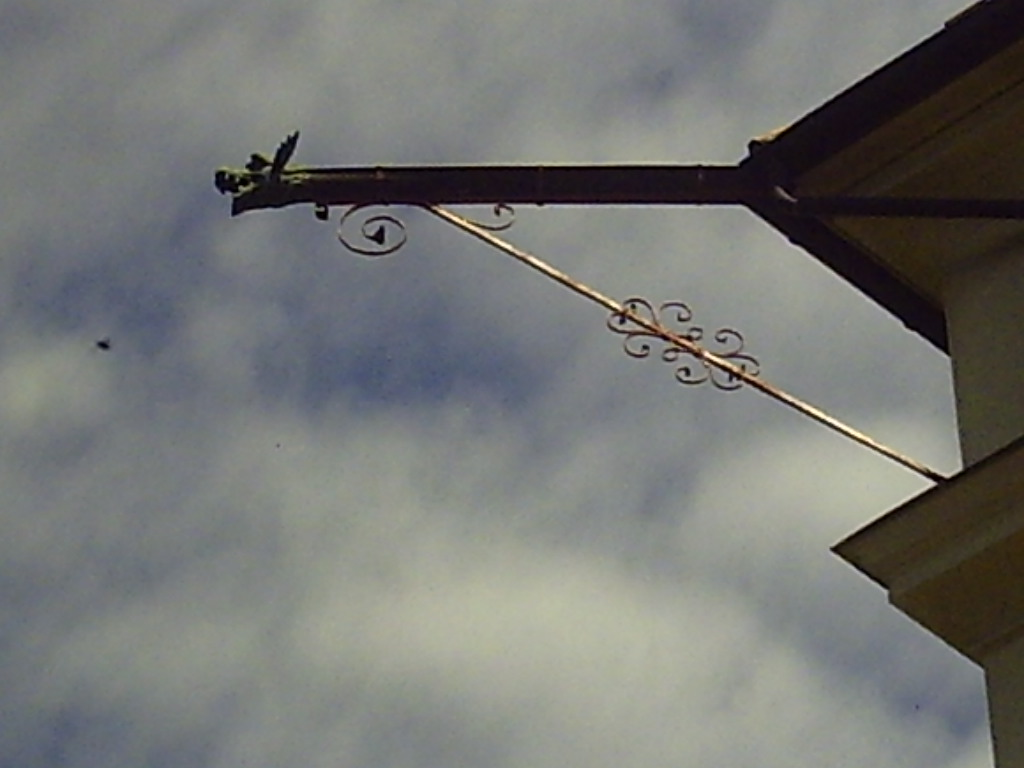
Wasserspeier
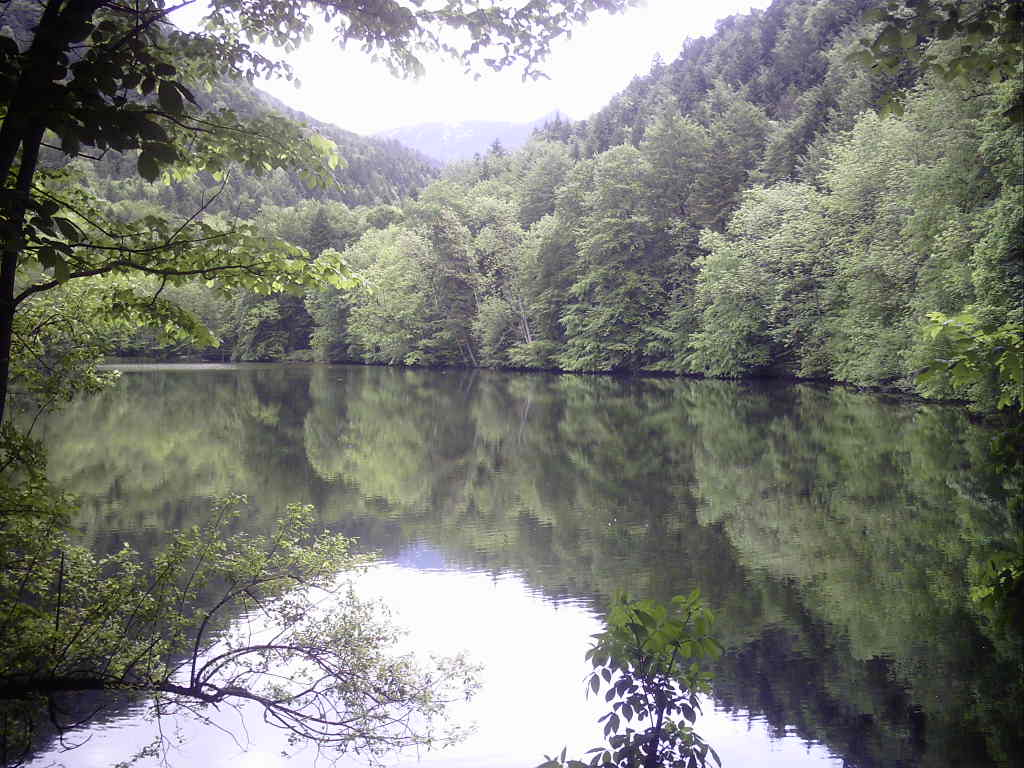
Schlossweiher